# Craspediopsis rectata
Craspediopsis rectata là một loài bướm đêm trong họ Geometridae.